# Trachea
Trachea é um gênero de traça pertencente à família Arctiidae.